# Pioneer-Plakette

Darstellung der Pioneer-Plakette

Die Pioneer-Plaketten sind zwei goldene Platten, die an Bord der beiden interstellaren Raumsonden Pioneer 10 und Pioneer 11 angebracht sind. Die Plaketten wurden 1972 als Botschaft an Außerirdische in der Hoffnung hergestellt, etwaige intelligente, außerirdische Lebensformen könnten dadurch von der Menschheit und ihrer Position im Universum erfahren, auch wenn die Wahrscheinlichkeit dafür äußerst gering ist.
Die Platten bestehen aus Aluminium und sind mit Gold beschichtet. Sie sind 228,6 mm × 152,4 mm groß und 1,27 mm dick (9.0″ × 6.0″ Plattengröße, 0.05″ Plattendicke).
Die auffälligste Abbildung auf der Plakette sind ein Mann und eine Frau. Als die schematischen Zeichnungen damals veröffentlicht wurden, entbrannte in den USA eine hitzige Diskussion darüber, ob man die menschlichen Geschlechtsteile so unverhüllt darstellen dürfe oder nicht. Einige Wissenschaftler gaben weiterhin zu bedenken, dass die zum Gruß aufgerichtete Hand des Mannes von Außerirdischen irrtümlich als eine aggressive Geste missverstanden werden könnte.
Im Hintergrund ist im gleichen Maßstab die Silhouette der Pioneer-Sonde zu sehen. Links daneben ist die Position der Sonne in Relation zu 14 Pulsaren und zum Zentrum der Milchstraße kodiert. Unten befindet sich eine Darstellung unseres Sonnensystems mit den acht Planeten sowie dem Zwergplaneten Pluto (der zum damaligen Zeitpunkt noch Planetenstatus hatte) und die Reiseroute der Raumsonde darin. Links oben findet sich die Darstellung eines Hyperfeinstrukturüberganges des Wasserstoffatoms.
Eine ähnliche Botschaft steckt in den einige Jahre später gestarteten Sonden Voyager 1 und Voyager 2 in Form der goldenen Schallplatten Voyager Golden Record.

## Vorgeschichte
Dass die Pioneer-Sonden eine Nachricht der Menschheit mit sich führen sollten, wurde ursprünglich von Eric Burgess bei einem Besuch am Jet Propulsion Laboratory während der Mariner-9-Mission vorgeschlagen. Er wandte sich damit an Carl Sagan, der 1971 eine Konferenz in Jerewan über mögliche Kommunikation mit außerirdischen Lebensformen mitorganisiert hatte und von der Idee begeistert war. Die NASA war mit dem Projekt einverstanden und gab drei Wochen Zeit, um eine Nachricht auszuarbeiten. Sagan erstellte zusammen mit Frank Drake die Plakette, die künstlerischen Darstellungen darauf wurden von Sagans Ehefrau Linda Salzman Sagan angefertigt.

## Symbolik

### Hyperfeinstrukturübergang des Wasserstoffatomes

Hyperfeinstrukturübergang des Wasserstoffatomes

Oben links auf der Plakette befindet sich eine Darstellung des Hyperfeinstrukturübergangs eines Wasserstoffatomes. Wasserstoff ist das häufigste Element im Universum. Unterhalb der Zeichnung ist ein kleiner vertikaler Strich zu sehen, der die Zahl 1 binär darstellt. Der Drehimpulsübergang des Elektrons des Wasserstoffes vom Zustand +1 (Spin-Up) zum Zustand −1 (Spin Down) beschreibt einerseits eine Längeneinheit (Wellenlänge, 21 cm) sowie eine Zeiteinheit (Frequenz, 1420 MHz). Beide Einheiten werden in den anderen Darstellungen auf der Plakette als Maßstab genutzt, somit ist dieser universell.

### Darstellung von Mann und Frau

Abbildung von Mann und Frau

Auf der rechten Seite der Plakette sind ein Mann und eine Frau schematisch abgebildet, stehend vor der Sonde als Größenvergleich. Zwischen den zwei Strichen, welche die Größe der Frau anzeigen, steht in binärer Schreibweise die Zahl 8 (binär: 1-0-0-0). Gemessen in der Längeneinheit des Wasserstoffüberganges (0,21 m) ergibt sich so eine Höhe von 8 · 0,21 m = 1,68 m.
Die rechte erhobene Hand des Mannes soll das Wohlwollen der Menschheit darstellen. Ebenso kann es eine Handbewegung wie ein freundliches Winken andeuten; außerdem zeigt die Darstellung, wie die menschlichen Gliedmaßen bewegt werden können. Ursprünglich wollte Sagan die Menschen Hände haltend darstellen, jedoch erkannte er bald, dass eine außerirdische Intelligenz womöglich verstehen könnte, dass es sich hierbei um ein Wesen handelt und nicht um zwei getrennte.
Die Darstellung der weiblichen Genitalien ist nicht sehr deutlich, nur der Venushügel ist sichtbar. Sagan und seine Frau Linda Salzman Sagan, die für die Fertigstellung der Plakette nur wenig Zeit hatten, vermuteten, dass die NASA eine detailliertere Darstellung abgelehnt hätte, und schufen deshalb einen Kompromiss, um auf der sicheren Seite zu sein. Ein anderer Entwurf mit einer genaueren Darstellung, mit einer kurzen Linie als Andeutung einer Vulva, wurde von John Naugle, dem damaligen NASA-Chefwissenschaftler, abgelehnt und gelöscht.
Carl Sagan selbst schrieb dazu: 

“The decision to omit a very short line in this diagram was made partly because conventional representation in Greek statuary omits it. But there was another reason: Our desire to see the message successfully launched on Pioneer 10. In retrospect, we may have judged NASA’s scientific-political hierarchy as more puritanical than it is. In the many discussions that I held with such officials up to the Administrator of the National Aeronautics and Space Administration and the President’s Science Adviser, not one Victorian demurrer was ever voiced; and a great deal of helpful encouragement was given.”

„Die Entscheidung, einen sehr kurzen Strich in diesem Diagramm wegzulassen, wurde zum Teil gemacht, weil er in der konventionellen Darstellung griechischer Statuen fehlt. Aber es gab noch einen Grund – unsere Sehnsucht, die Botschaft erfolgreich mit der Pioneer 10 gestartet zu sehen. Im Rückblick beurteilten wir möglicherweise NASAs wissenschaftlich-politische Hierarchie puritanischer als sie ist. In den vielen Gesprächen, die ich mit solchen Funktionären führte bis hinauf zum Verwalter der National Aeronautics and Space Administration und dem Wissenschaftsberater des Präsidenten, wurde kein einziger sittenstrenger Einwand ausgesprochen und es wurde die volle Unterstützung gewährt.“

### Relative Position der Sonne

Relative Sonnenposition

Die Zeichnung mittig links stellt die Position der Sonne im Vergleich zum Zentrum der Galaxie (Milchstraße) und zu 14 Pulsaren dar. 15 Linien gehen dazu vom selben Ursprung aus, wobei 14 Linien eine zugehörige Binärzahl haben. Diese Zahlen geben jeweils die Rotationsdauer des Pulsars an (Frequenz, mit der er Strahlung aussendet). Da die Pulsare im Laufe der Zeit ihre Frequenz verändern (diese nimmt ab), kann man über die Daten den Start der Sonde berechnen. Die Länge der Linie gibt jeweils die relative Entfernung zwischen Sonne und Pulsar an. Ein Skalenstrich am Ende jeder Linie gibt die Z-Koordinate für das Galaktische Koordinatensystem an. Sofern die Plakette gefunden wird, sind möglicherweise vom Fundort im All aus nicht alle Pulsare sichtbar. Deshalb wurden so viele Informationen wie möglich angegeben, auch wenn die Informationen großteils redundant sind. Dies ermöglicht die Bestimmung unserer Sonne mittels Triangulation, selbst wenn nur wenige Pulsare sichtbar sein sollten.
Jedoch ist eine Angabe irreführend. Zum Zeitpunkt der Erstellung war die Frequenz des Pulsars „1240“ (heutiger Name:„J1243-6423“) mit 0,388 Sekunden angegeben, was nur drei signifikante Stellen sind und somit nicht sehr genau. Auf der Plakette wird der Wert mit 100000110110010110001001111000 angegeben. Ein auf 10 binäre Stellen gerundeter Wert (100000110100000000000000000000) hätte einen Hinweis auf die Unsicherheit mitgeliefert. Der betroffene Pulsar wird von der langen Linie angedeutet, die nach unten rechts verläuft. Die lange horizontale Linie, die zwischen den Menschen hindurchführt, gibt die Entfernung zwischen der Sonne und dem Mittelpunkt der Milchstraße an.

### Sonnensystem

Darstellung des Sonnensystems

Umriss der Raumsonde

Ganz unten auf der Plakette befindet sich eine schematische Darstellung unseres Sonnensystems. Ebenso ist die Raumsonde abgebildet, eine Kurve (Trajektorie) kennzeichnet den Weg der Sonde, vorbei am Jupiter und schließlich aus dem Sonnensystem heraus. Beide Pioneer-Sonden (10 und 11) tragen die exakt gleiche Plakette. Damit ist die Plakette der Pioneer-11-Sonde ungenau, da diese auch am Saturn vorbeiflog und nicht nur am Jupiter. Der gesamte dargestellte Kurs und das Zielgebiet weichen somit stark von der Realität ab.
Die Ringe des Saturns hätten ebenso hilfreich bei der Identifikation des Sonnensystems sein können. Die Ringe um die Planeten Jupiter, Uranus und Neptun waren zur Zeit der Plakettenerstellung nicht bekannt. Außerdem zählte Pluto damals noch zu den Planeten unseres Sonnensystems. Im Jahr 2006 wurde er jedoch von der Internationalen Astronomischen Union zu einem Zwergplaneten heruntergestuft.
Die Binärzahlen bei den Planeten geben die relative Entfernung zur Sonne an (auf der Plakette sind die Entfernungen wegen der besseren Darstellbarkeit der Planeten nicht maßstäblich). Die Zähleinheit ist hierbei ein Zehntel der Umlaufbahn von Merkur.

### Silhouette der Raumsonde
Hinter den beiden Menschen ist als Maßstab die Silhouette der Raumsonde eingezeichnet, so dass sich mit ihrer Hilfe die Größe der Menschen und auch alle anderen Größen ableiten lassen. Diese sind alle ebenfalls als Angabe über die Wasserstoffdefinition (siehe oben) vorhanden, somit ist die Sonde als Maßstab nicht die einzige Methode zum Ermitteln der Einheiten.

## Kritik

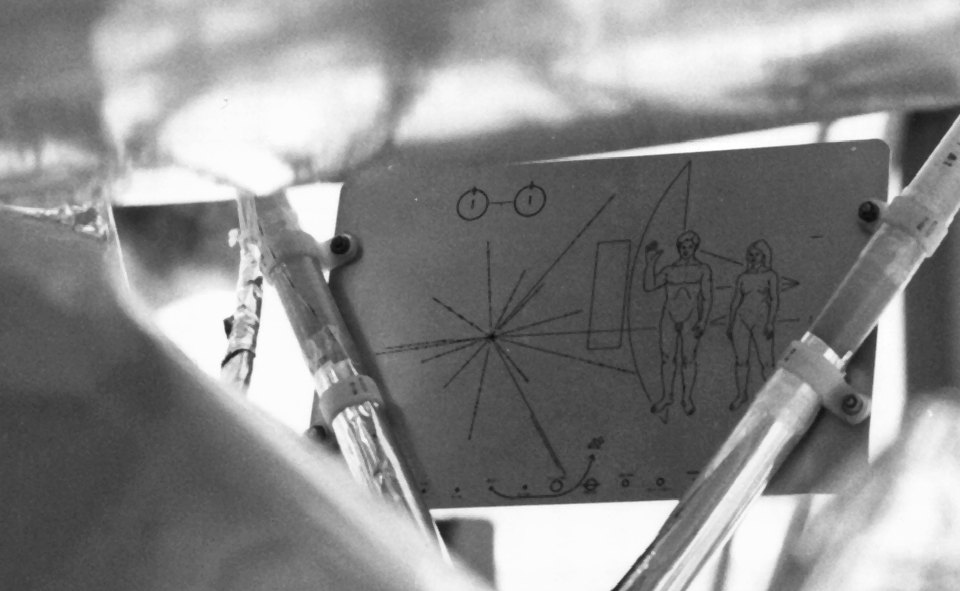
Angebrachte Plakette

Kritiker behaupten, die Darstellungen auf der Plakette seien zu anthropozentrisch und sehr schwer zu verstehen, vor allem von einer anderen Lebensform. Die Plakette wurde erstellt mit dem Ziel, möglichst viele wichtige Informationen auf sehr kleinem Raum unterzubringen, dabei wurde weniger auf Lesbarkeit und Verständlichkeit geachtet. Viele Forscher, denen die Plakette gezeigt wurde, konnten nicht alle Informationen richtig deuten.